# Virginia Ferrara
Virginia Ferrara (* 2. Februar 2004) ist eine italienische Tennisspielerin.

## Karriere
Ferrara begann mit fünf Jahren das Tennisspielen und bevorzugt Sandplätze. Sie spielt hauptsächlich auf der ITF Women’s World Tennis Tour, wo sie bislang fünf Doppeltitel gewann.
2021 konnte sie mit ihrer Doppelpartnerin Giorgia Pedone in Solarino ihren ersten ITF-Titel gewinnen. 2022 startete Ferrara bei den Australian Open 2022 im Juniorinneneinzel und Juniorinnendoppel. Im Einzel verlor sie in der ersten Runde gegen Jekaterina Chairutdinowa mit 3:6 und 3:6. Im Doppel erreichte sie mit Giorgia Pedone mit einem knappen Dreisatz-Sieg gegen Céline Naef und Annabelle Xu das Achtelfinale, das die beiden dann mit 3:6 und 1:6 gegen Charlotte Kempenaers-Pocz und Taylah Preston verloren.

## Turniersiege

### Doppel
| Nr. | Datum             | Turnier  | Belag     | Kategorie | Partnerin           | Finalgegnerinnen                        | Ergebnis         |
| --- | ----------------- | -------- | --------- | --------- | ------------------- | --------------------------------------- | ---------------- |
| 1.  | 13. November 2021 | Solarino | Teppich   | ITF W15   | Giorgia Pedone      | Jacqueline Cabaj Awad Alicia Smith      | 6:1, 1:6, [10:5] |
| 2.  | 13. August 2022   | Padova   | Sand      | ITF W15   | Giorgia Pedone      | Jessica Bertoldo Enola Chiesa           | 6:3, 6:4         |
| 3.  | 12. November 2022 | Solarino | Teppich   | ITF W15   | Giorgia Pedone      | Lian Tran Sevil Yoʻldosheva             | 6:3, 6:2         |
| 4.  | 8. April 2023     | Antalya  | Sand      | ITF W15   | Ayşegül Mert        | Denise Hrdinková Ivana Sebestová        | 7:5, 6:4         |
| 5.  | 29. Juli 2023     | Monastir | Hartplatz | ITF W15   | Anastasia Abbagnato | Oleksandra Koraschwili Gaia Parravicini | 3:6, 7:5, [10:8] |